# Polypoetes mesitana
Polypoetes mesitana är en fjärilsart som beskrevs av Paul Dognin 1917. Polypoetes mesitana ingår i släktet Polypoetes och familjen tandspinnare. Inga underarter finns listade i Catalogue of Life.